# Temporada
Temporada é um filme brasileiro de 2018 do gênero drama. Escrito e dirigido por André Novais Oliveira, é estrelado por Grace Passô, Russo APR e Rejane Farias. Como reconhecimento, venceu, em 2018, a quinquagésima primeira edição do Festival de Brasília e conquistou cinco prêmios.
O filme retrata Juliana, personagem de Grace Passô, que sai de Itaúna, no interior de Minas Gerais, e vai para Contagem, para trabalhar como agente de saúde no controle de doenças endêmicas, como a dengue. Nesse ínterim, Juliana sofre com a adaptação a uma nova rotina espacial e laboral e à ausência do marido.

## Enredo
A fim de assumir um novo emprego como agente de sáude, Juliana se muda do centro de Itaúna para a cidade metropolitana de Contagem, em Minas Gerais. Enquanto espera que o marido se junte a ela, a personagem se adapta à sua nova vida, conhecendo novas pessoas e descobrindo novos horizontes, tentando superar um passado trágico.

## Elenco
- Grace Passô como Juliana
- Russo APR como Russão
- Rejane Faria como Lúcia
- Hélio Ricardo como Hélio
- Juliana Abreu como Jaque
- Renato Novaes como Jairo

## Recepção

### Crítica profissional
Após o lançamento, Temporada recebeu aclamação da crítica especializada nacional. No IMDb, conta com aprovação de 7,2 de 10 pontos, baseada em 147 avaliações. Inácio Araújo, numa avaliação de cinco estrelas para o jornal Folha de S.Paulo, escreveu: "O filme de André Novais nos coloca em contato com a rotina de agentes sanitários da periferia, encarregados de eliminar focos de dengue. [...] O cinema de Novais Oliveira é uma exaltação do humano no que tem de mais elementar: seu trabalho, sua beleza, suas paisagens. Existe beleza na simples aplicação profissional de agentes públicos mal pagos, que examinam essas casas de periferia, cujos jardins ou adjacências parecem ótimos lugares para o desenvolvimento de insetos.
Numa avaliação crítica para o Folha de S.Paulo, Leonardo Neiva escreveu: "Embora Temporada não seja um filme que trata explicitamente de temas como racismo e feminismo, as questões aparecem de forma implícita e natural no cotidiano dos personagens, cujas vidas circulam em torno da periferia do município de Contagem, na região metropolitana de Belo Horizonte. [...] Visualmente, a intenção da equipe de produção era evocar memórias da periferia que fugissem do olhar de classe média alta geralmente retratado em filmes." Luiz Zanin Oricchio, do jornal O Estado de S. Paulo, elogiou o filme, dizendo: "Tudo se expressa de forma natural também na paisagem e nos cenários, nos despojados interiores das casas, como se nada tivesse sido preparado ou mesmo alterado para servir de locação para um filme. [...] O filme é uma visão carinhosa sobre essa parte da sociedade brasileira que sobrevive no dia a dia, sem qualquer luxo, sem qualquer ilusão de sorte grande, mas que enfrenta o destino com muita garra, alegria – e, sim, muito afeto."

### Prêmios e indicações
Estreado mundialmente no Festival Internacional de Cinema de Locarno, na Suíça, em 1 de agosto de 2018, Temporada angariou, além do sucesso crítico, êxito em prêmios. No mesmo festival, o filme recebeu quatro indicações: Leopardo de Ouro, Diretor Revelação, Prêmio do Júri Especial Ciné+ e Menção Especial para Cineastas. No Brasil, a obra recebeu venceu as cinco indicações do 51ª edição do Festival de Brasília, incluindo o prêmio de Melhor Atriz para Grace Passô.